# Castillo de Alaejos
El castillo de Alaejos se encuentra en la población de Alaejos, provincia de Valladolid, Castilla y León, España. En la actualidad todavía se pueden visitar las ruinas del castillo, que se han convertido en un yacimiento arqueológico.

## Historia

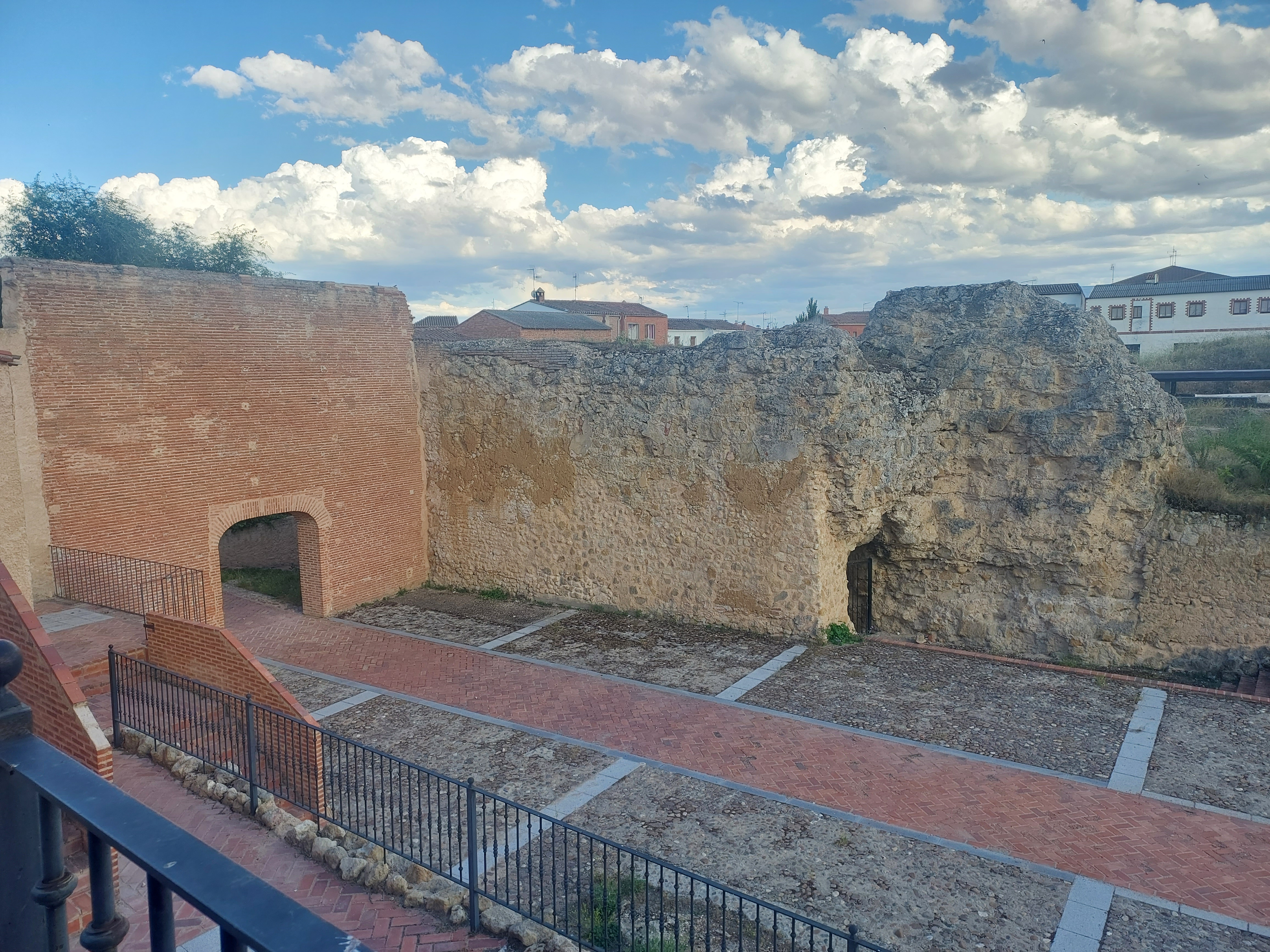
Antiguos restos del castillo de Alaejos, año 2023.

La fortaleza fue construida en 1453 por orden del obispo de Ávila, Alonso de Fonseca, quien también mandó levantar el castillo de Coca. Entre sus muros estuvo encerrada la reina de Castilla Juana de Portugal, esposa de Enrique IV de Castilla y madre de Juana la Beltraneja.
En 1673 se encontraba ya en ruina. En la primavera del año 2011 se realizó la excavación de sondeos arqueológicos en la fortaleza.